# Islamic Solidarity Games
Die Islamic Solidarity Games (arabisch ألعاب التضامن الإسلامي, DMG Alʿāb at-Taḍāmun al-Islāmī), wörtlich: „Islamische Spiele der Solidarität“, sind sportliche Wettkämpfe islamischer Staaten. Sie wurden erstmals 2005 ausgetragen und finden alle vier Jahre statt.
Die letzte Austragung fand im Sommer 2022 in Konya statt.

## Austragungen
| Jahr | Nr. | Land          | Ort       | Datum                           |
| ---- | --- | ------------- | --------- | ------------------------------- |
| 2005 | I   | Saudi-Arabien | Mekka     | 8. bis 20. Apr. 2005            |
| 2010 | II  | Iran          | Teheran   | 9. bis 25. Apr. 2010 (abgesagt) |
| 2013 | III | Indonesien    | Palembang | 22. Sep. bis 1. Okt. 2013       |
| 2017 | IV  | Aserbaidschan | Baku      | 12. bis 22. Mai 2017            |
| 2021 | V   | Türkei        | Konya     | 9. bis 18. Aug. 2022            |
| 2025 | VI  | Saudi-Arabien | Riad      |                                 |

Die 2. Islamic Solidarity Games mussten 2010 abgesagt werden, nachdem der Gastgeber Iran darauf bestand, im Logo die Bezeichnung Persischer Golf zu verwenden, die anderen Anrainerstaaten diesen jedoch landessprachlich Arabischer Golf nennen (vgl. Namensgebung des Persischen Golfes).

## Sportarten
Wettkämpfe fanden bisher in 25 verschiedenen Sportarten statt.
- Badminton (2013)
- Basketball (seit 2005)
- Bogenschießen (seit 2013)
- Boxen (2017)
- Fechten (2005–2013)
- Fußball (seit 2005)
- Gewichtheben (seit 2005)
- Handball (seit 2005)
- Judo (2017)
- Karate (seit 2005)
- Leichtathletik (seit 2005)
- Reiten (2005–2013)
- Rhythmische Sportgymnastik (2017)
- Ringen (2017)
- Schießen (2017)
- Schwimmen (seit 2005)
- Taekwondo (seit 2005)
- Tennis (seit 2005)
- Tischtennis (seit 2005)
- Turnen (2017)
- Volleyball (seit 2005)
- Wasserball (seit 2005)
- Wasserspringen (seit 2005)
- Wushu (seit 2013)
- Zurchaneh (2017)